# Eleccions al Landtag de Baviera de 1958
Les eleccions al Landtag de Baviera de 1958 van ser guanyades per la Unió Social Cristiana de Baviera (CSU) amb majoria relativa, tot i obtenir un gran augment de vots. El Partit de Baviera perd força electoral.
| Partit Polític       | Percentatge | Escons |
| -------------------- | ----------- | ------ |
| CSU                  | 46,3        | 101    |
| SPD                  | 30,5        | 64     |
| Partit de Baviera    | 7,8         | 14     |
| Lliga dels Expulsats | 8,7         | 17     |
| FPD                  | 5,4         | 8      |